# Bougnimont
Bougnimont est un village de la commune belge de Libramont-Chevigny située en Région wallonne dans la province de Luxembourg. Avant la fusion des communes de 1977, il faisait partie de la commune de Freux.

## Géographie
Bougnimont est situé à environ 7 km au nord-est de Libramont à une altitude 477 m.

## Histoire
Le village apparut pour la première fois en 841 dans les "Chartes de l´abbaye de Saint-Hubert" (www.francia.ahlfeldt.se).